# Campeonato Goiano de Futebol de 1967
O Campeonato Goiano de Futebol de 1967 foi a 24º edição da divisão principal do campeonato estadual de Goiás. É realizada e organizada pela Federação Goiana de Desportos e disputada por 10 clubes entre os dias 9 de agosto e 3 de dezembro de 1967.
Esta edição contou com times de Goiânia, Anápolis, Ceres, Inhumas e Catalão.
O título foi definido na última rodada. O CRAC garantiu seu primeiro título goiano, ao derrotar o Atlético Goianiense, no Antonio Accioly, por 1–0.

## Regulamento
O Campeonato Goiano de 1967 foi disputada por dez clubes em dois turnos. Em cada turno, todos os times jogaram entre si uma única vez. Os jogos do segundo turno foram realizados em ordem aleatória do primeiro, com o mando de campo invertido. Não há campeões por turnos, sendo declarado campeão goiano o time que obtiver o maior número de pontos após as 31 rodadas. Ao final da competição, o campeão se classifica para a Taça Brasil de Futebol de 1968, e o último é rebaixado para a Segunda Divisão do ano seguinte.

## Participantes
| Equipe    | Cidade   | Em 1966 | Estádio (mando)      | Participação | Títulos             |
| --------- | -------- | ------- | -------------------- | ------------ | ------------------- |
| Anapolina | Anápolis | 7º      | Jonas Duarte         | 10ª          | 0 (não possui)      |
| Anápolis  | Anápolis | 4º      | Jonas Duarte         | 9ª           | 1 (em 1965)         |
| Atlético  | Goiânia  | 8º      | Antonio Accioly      | 24ª          | 6 (último em 1964)  |
| Ceres     | Ceres    | 1º (2D) | Olímpico             | 1ª           | 0 (não possui)      |
| CRAC      | Catalão  | 9º      | Genervino da Fonseca | 2ª           | 0 (não possui)      |
| Goiânia   | Goiânia  | 5º      | Olímpico             | 24ª          | 12 (último em 1960) |
| Goiás     | Goiânia  | 1º      | Olímpico             | 24ª          | 1 (em 1966)         |
| Inhumas   | Inhumas  | 2º      | Olímpico             | 8ª           | 0 (não possui)      |
| Ipiranga  | Anápolis | 6º      | Jonas Duarte         | 7ª           | 0 (não possui)      |
| Vila Nova | Goiânia  | 3º      | Olímpico             | 20ª          | 3 (último em 1963)  |

## Estádios

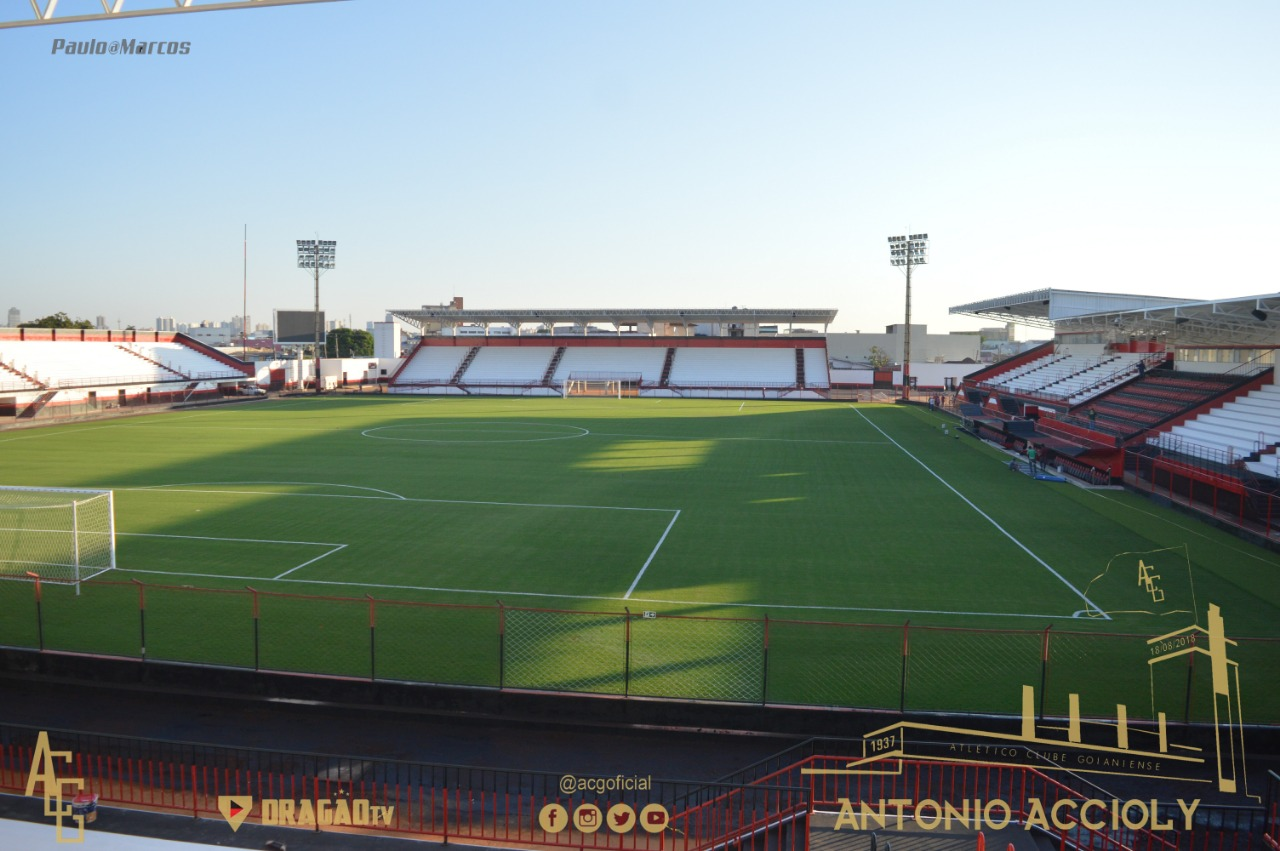
Antonio Accioly
- Genervino da Fonseca
Jonas DuarteJonas Duarte
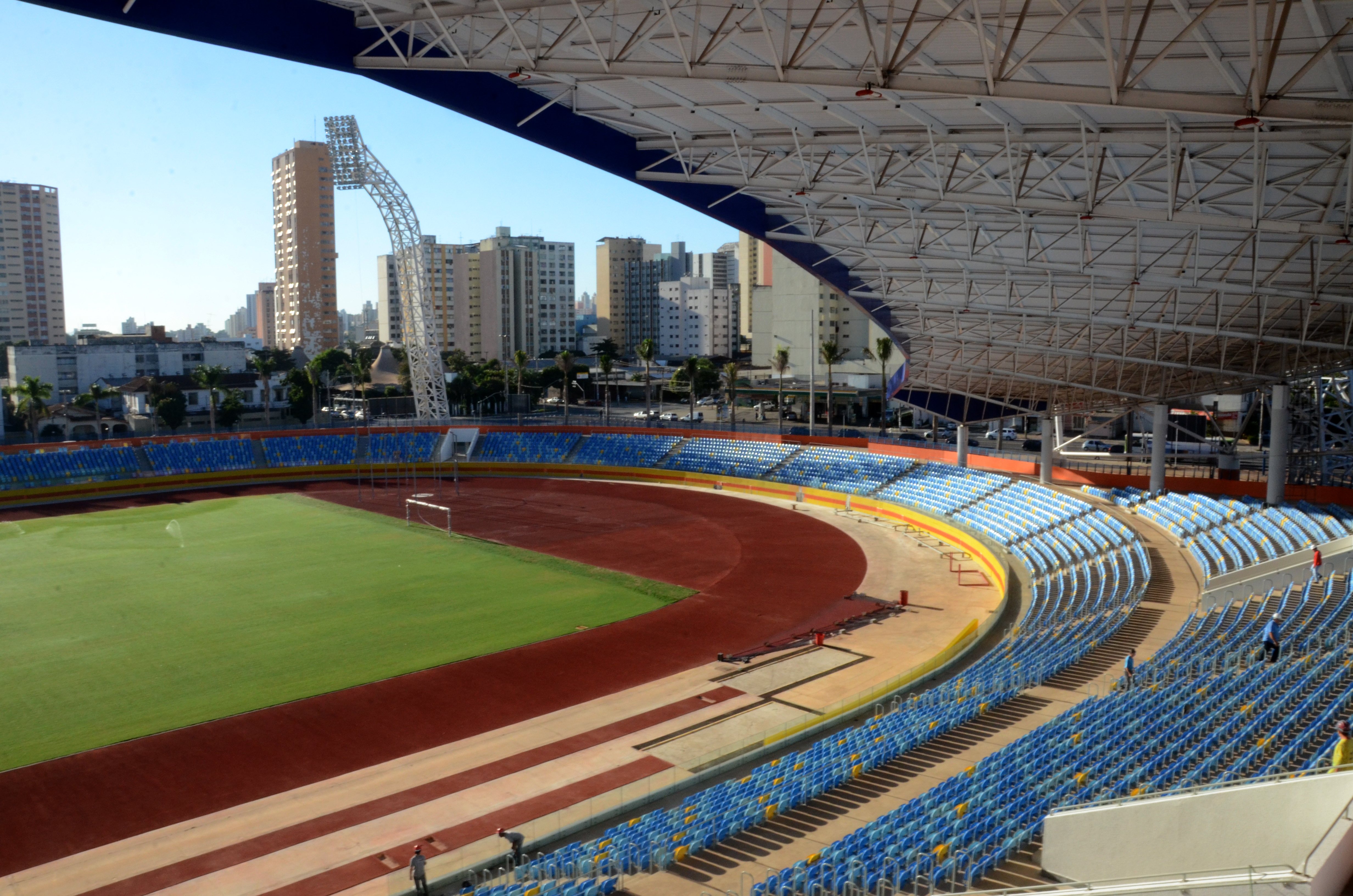
Olímpico

## Classificação
| Pos | Equipe              | PG | J  | V | E | D  | GP | GS | SG  | %    | Classificação                            |
| --- | ------------------- | -- | -- | - | - | -- | -- | -- | --- | ---- | ---------------------------------------- |
| 1   | CRAC                | 24 | 18 | 9 | 6 | 3  | 24 | 14 | +10 | 66.7 | Taça Brasil de 1968 e Copa Goiás de 1968 |
| 2   | Atlético Goianiense | 23 | 18 | 9 | 5 | 4  | 32 | 18 | +14 | 63.9 | Copa Goiás de 1968                       |
| 3   | Vila Nova           | 23 | 18 | 7 | 9 | 2  | 31 | 14 | +17 | 63.9 | Copa Goiás de 1968                       |
| 4   | Goiás               | 21 | 18 | 7 | 7 | 4  | 28 | 20 | +8  | 58.3 | Copa Goiás de 1968                       |
| 5   | Anápolis            | 21 | 18 | 7 | 7 | 4  | 18 | 17 | +1  | 58.3 | Copa Goiás de 1968                       |
| 6   | Ipiranga            | 19 | 18 | 7 | 5 | 6  | 21 | 24 | -3  | 52.8 | Copa Anhanguera de 1968                  |
| 7   | Goiânia             | 16 | 18 | 6 | 4 | 8  | 25 | 26 | -1  | 44.4 | Copa Anhanguera de 1968                  |
| 8   | Anapolina           | 13 | 18 | 4 | 5 | 9  | 22 | 26 | -4  | 36.1 | Copa Anhanguera de 1968                  |
| 9   | Inhumas             | 13 | 18 | 4 | 5 | 9  | 17 | 29 | -12 | 36.1 | Copa Anhanguera de 1968                  |
| 10  | Ceres               | 7  | 18 | 1 | 5 | 12 | 11 | 41 | –30 | 19.4 | Rebaixado para a Segunda Divisão de 1968 |

## Desempenho por rodada
Clubes que lideraram o campeonato ao final de cada rodada:
| 1   | 2   | 3   | 4   | 5   | 6   | 7   | 8   | 9   | 10  | 11  | 12  | 13  | 14  | 15  | 16  | 17  | 18  | 19  | 20  | 21  | 22  | 23  | 24  | 25  | 26  | 27  | 28  | 29  | 30  | 31  |
| GOI | GOI | ACG | CRA | GOI | GOI | GOI | GOI | CRA | GOI | GOI | ACG | IPI | ACG | ACG | ACG | ACG | CRA | CRA | CRA | CRA | CRA | CRA | CRA | CRA | CRA | CRA | CRA | ACG | ACG | CRA |

Clubes que ficaram na última posição do campeonato ao final de cada rodada:
| 1   | 2   | 3   | 4   | 5   | 6   | 7   | 8   | 9   | 10  | 11  | 12  | 13  | 14  | 15  | 16  | 17  | 18  | 19  | 20  | 21  | 22  | 23  | 24  | 25  | 26  | 27  | 28  | 29  | 30  | 31  |
| CER | INH | CER | CER | CER | CER | GOI | ANA | ANA | ANA | ANA | ANA | ANA | INH | CER | CER | CER | CER | CER | CER | CER | CER | CER | CER | CER | CER | CER | CER | CER | CER | CER |

## Estatísticas

### Maiores públicos
Estes são os dez maiores públicos do Campeonato:
| N.º | Público | Mandante            | Placar | Visitante | Estádio         | Data           | Rodada | Ref.  |
| --- | ------- | ------------------- | ------ | --------- | --------------- | -------------- | ------ | ----- |
| 1   | 8 000   | Atlético Goianiense | 0–1    | CRAC      | Antonio Accioly | 25 de novembro | 31ª    | [ 2 ] |
| 2   | 1 485   | Vila Nova           | 1–1    | Goiás     | Olímpico        | 17 de setembro | 12ª    | [ 3 ] |

## Premiação
| Campeonato Goiano de 1967 |
| Catalão                   |
| ------------------------- |
| CRAC Campeão (1º título)  |